# Guaita'ls
Guaita'ls Ska Band és una formació musical de ska i reggae arrelada i estretament vinculada a la localitat vallesana de Terrassa. L'estil musical que practiquen beu de les arrels jamaicanes del ska i del reggae més primitiu. Malgrat tractar-se, el seu estil, d'un ska contemporani no costa en absolut distingir amb claredat les influències d'alguns clàssics jamaicans com The Skatalites, Toots & The Maytals, Laurel Aitken, Prince Buster o Desmond Dekker; així mateix té moltes proximitats a altres grups d'arrel jamaicana més actuals com Hepcat, The Aggrolites, Westbound Train, The Slackers o New York Ska-Jazz Ensemble. En el panorama musical català se'ls ha comparat sovint amb grups autòctons com Dr. Calypso o Skatalà, però les proximitats musicals amb aquests grups (especialment amb els últims) són poc evidents, potser, l'únic vincle d'unió que existeix entre Guaita'ls i aquests grups és el fet d'usar el català en molts dels seus temes.

## Trajectòria
Guaita’ls neix a principis de 2004, a Terrassa com a herència d'un grup anterior anomenat Codi de Barres. Des de llavors, el grup ja dedica molta energia a preparar els directes i comença a destacar per la seva vitalitat sobre els escenaris. Aviat inicia el primer projecte discogràfic Scooter Riders (Temps Record, 2005), un mini-disc de 6 temes propis que els serveix de tascó per obrir-se pas al panorama musical català. L'enregistrament, les mescles, etc. es duen a terme en l'estudi Temps Record de Josep Roig (Terrassa). Malgrat haver-se gravat en gran part a la fi del primer any de vida del grup, el disc apareix al mercat al febrer de 2005.
En 2006, Guaita'ls es vincula amb la promotora Tercera Via (associació de promoció i management) i inicia una època de major activitat en directe, l'any 2007, el grup compta amb una notable agenda de concerts per tota Catalunya i comença a ser un grup amb presència dins del panorama de la música d'arrels jamaicanes al principat. Adquireix experiència i capacitat interpretativa i la millora s'evidencia en el seu primer enregistrament de llarga durada Malgrat tot (Temps Record, 2008). El disc es posa a la venda al març d'aquell any i s'inicia la gira de promoció del disc per Catalunya.
El final de la gira de presentació del disc Malgrat tot suposa un canvi de base estructural per Guaita'ls. L'any 2009 el grup augmenta la seva formació i s'acomiada del guitarrista i trompeta Joaquim Cardús (un dels fundadors originaris de la banda). Guaita’ls es desvincula de l'associació Tercera Via i emprèn un projecte propi anomenat Malalts de Reggae. El grup pateix una transformació sensible en el seu estil de composició i interpretació però no abandona l'esperit profund que havia marcat la seva trajectòria des dels orígens.
Al juliol de 2010 el grup edita el seu tercer àlbum que porta per nom 3G (Quimera Records, 2010). Aquest treball de tretze temes propis suposa un avanç espectacular en la trajectòria del grup. La nova composició de la banda, més àmplia, dota d'un so més contundent a un disc replet de temes molt elaborats i rodons que no s'allunya de la festivitat pròpia de la idiosincràsia del grup. Amb aquest disc, la banda es va comptar entre els quinze o vint grups més rellevants de l'estil jamaicà a Catalunya.
En 2013 van treure el seu darrer àlbum, L'Àlbum Negre, i es van dissoldre després d'un concert de comiat a la Faktoria d'Arts de Terrassa.

## Discografia

### Discos propis
- Scooters Riders (Temps Record, 2005)
- Malgrat tot (Temps Record, 2008)
- 3G (Quimera Records, 2010)
- L'Àlbum Negre (Quimera Records, 2013)

### Recopilatoris
- Banda La Terraza (Processos oberts, 2004) inclou la cançó Fulana's song, del disc Scooters Riders (Temps Record, 2005).
- L'edat daurada (Jamaican Memories, 2007) inclou la cançó La venjança del reggae, del disc Malgrat tot (Temps Record, 2008).
- Catàleg 2009 (de l'associació de música Tercera Via) (Tercera Via, 2009) inclou la cançó Malgrat tot, del disc Malgrat tot (Temps Record, 2008).